# University of Florida
University of Florida – amerykański uniwersytet publiczny z siedzibą w Gainesville w stanie Floryda.

## Historia
Za poprzednika uczelni uważa się East Florida Seminary, szkołę założoną 6 stycznia 1853 w Ocala, na podstawie decyzji gubernatora Florydy, Thomasa Browna. Szkoła była zamknięta w czasie wojny secesyjnej (1861–1865), a w 1866 przeniesiono ją do Gainesville.
W 1905 r. szkolnictwo wyższe na Florydzie zostało zreorganizowane (na mocy tak zwanej ustawy Buckmana). East Florida Seminary połączono z innymi placówkami, tworząc University of the State of Florida, uczelnię przeznaczoną dla białych mężczyzn. Równocześnie powstały Florida Female College (późniejszy Uniwersytet Stanu Floryda), przeznaczony dla białych kobiet, oraz State Normal School for Colored Students (później funkcjonujący jako Florida Agricultural and Mechanical University), dla studentów pochodzenia afroamerykańskiego.
W 1925 r. wydano zgodę na przyjmowanie na studia kobiet (tylko na kierunki niedostępne na University of Florida). Pierwszą kobietą, którą studiowała na University of Florida, była Lassie Goodbread-Black. Ograniczenia dla kobiet zniesiono w 1947 r.
Przy uczelni działa akademicki klub sportowy Florida Gators.